# Jonny Howson
Jonathan Mark "Jonny" Howson, född 21 maj 1988, är en engelsk professionell fotbollsspelare och mittfältare som spelar för Middlesbrough. 

## Karriär
Howson är en produkt av Leeds Uniteds ungdomsverksamhet. Han debuterade för klubbens a-lag den 20 september 2006 mot Barnet i ligacupen och gjorde ligadebut i december samma år. Säsongen 2007/2008 spelade Howson 29 seriematcher i League One, och gjorde fem mål, däribland bägge målen när Leeds vände returmötet i playoffsemifinalen mot Carlisle United till seger. Han var fortsatt ordinarie i laget och spelade nästan alla klubbens ligamatcher även efter uppflyttningen till Championship 2010. Mot slutet av säsongen 2009/2010 blev han vicekapten åt Richard Naylor. Säsongen 2010/2011 utsågs han till klubbens bäste unga spelare och samma sommar blev han lagkapten. Sammanlagt spelade Howson över 200 matcher för Leeds, och gjorde 28 mål.
Howson värvades av dåvarande Premier League-klubben Norwich City i januari 2012. Han blev kvar i klubben under fem och en halv säsong, varav två i Championship. Under denna tid spelade han 176 matcher och gjorde 22 mål. I juli 2017 köptes han av Championship-konkurrenten Middlesbrough för 6 miljoner pund.